# Linda de Vries
Linda de Vries (* 4. Februar 1988 in Smilde) ist eine niederländische Eisschnellläuferin.
De Vries debütierte im Januar 2011 im Weltcup. Sie konzentriert sich dabei auf die Mittel- und Langstrecken sowie den Teamwettbewerb. Beim Weltcup 2012/13 in Astana schaffte sie ihre ersten Podestplätze. Im 1500-Meter-Rennen und im Teamwettbewerb belegte sie jeweils den dritten Platz. Beim Weltcup-Finale 2012/13 in Heerenveen gelang ihr im Teamwettbewerb der erste Weltcup-Sieg.
Bei der WM 2012 in Heerenveen gewann sie zusammen mit Ireen Wüst und Diane Valkenburg die Goldmedaille im Teamwettbewerb. Über 1500 Meter wurde sie zudem Dritte.
Bei der Mehrkampf-WM 2012 und 2013 wurde de Vries jeweils Vierte in der Gesamtwertung. Ihren bisher größten Erfolg im Mehrkampf erreichte sie bei der Mehrkampf-EM 2013 in Heerenveen mit dem Gewinn der Silbermedaille.
De Vries startet seit der Saison 2012/13 für das niederländische Profiteam TVM, das auch Ireen Wüst und Sven Kramer unter Vertrag hat.